# Kevin Capers
Kevin Capers (Winter Haven, Florida, 2 de mayo de 1993) es un baloncestista estadounidense que pertenece a la plantilla del Maccabi Rehovot B.C. de la Liga Leumit, la segunda división israelí. Con 1,88 metros de estatura, juega en la posición de base.

## Trayectoria deportiva

### Universidad
Jugó durante cuatro temporadas con los Moccasins del Florida Southern College, en las que promedió 17,7 puntos, 3,3 rebotes, 3,5 asistencias y 2,0 robos de balón por partido. Fue elegido Novato del Año de la Sunshine State Conference en su primera temporada, y en 2014 Jugador del Año, tras promediar 21,5 puntos y 3,9 asistencias por partido, además de finalista al premio Jugador del Año de la NABC. Fue también All-America por la NABC de la División II de la NCAA en 2014 y 2015.

### Profesional
Tras no ser elegido en el Draft de la NBA de 2015, sí lo fue en el Draft de la NBA D-League, en el puesto 57, en la tercera ronda por los Westchester Knicks. En su primera temporada en el equipo promedió 4,8 puntos por partido.